# Heidi Sundal
Heidi Sundal (ur. 30 października 1962 w Oslo) – była norweska piłkarka ręczna, wielokrotna reprezentantka kraju. Dwukrotna wicemistrzyni olimpijska (1988 i 1992).